# Nimatullah Kassab
Svatý Nimatullah Kassab, O.L.M. (1808, Hardine – 14. prosince 1858, Kfifan) byl libanonský kněz a řeholník maronitské katolické církve, člen Libanonského maronitského řádu.

## Život
Narodil se roku 1808 v Hardine jako Youssef Kassab. Byl synem Georga a Mariume Raada a měl šest sourozenců.
Vzdělání získal ve škole maronitských mnichů a roku 1828 vstoupil do kláštera sv. Antonína v Qozhaza, kde přijal jméno Nimatullah Kassab Al-Hardin. Zde se naučil vázat knihy. Nejvíce času strávil v modlitbě před Nejsvětější svátostí. Dne 14. listopadu 1830 složil dva řeholní sliby a odešel na studia filosofie a teologie do kláštera sv. Cypriána a Justina v Kfifanu. 24. prosince 1833 byl vysvěcen na kněze.
Za krátký čas se stal novicmistrem a profesorem morální teologie. Mezi jeho studenty patřil i svatý Šarbel Machlúf.
V letech 1840–1845, kdy probíhala v Libanonu občanská válka, se jeho bratr Elias, který byl poustevník, snažil přesvědčit Nimatullaha, aby následoval jeho cestu, avšak on odmítl.
Roku 1845 byl jmenován generálním asistentem opatem v klášteře Panny Marie v Tamiche. Zde působil ve třech obdobích (po třech letech). Během funkce nadále vyučoval a vázal knihy.
Byl velkým ctitelem Panny Marie a založil mariánské sdružení, které se modlilo za libanonské křesťany. Byl tak pokorný, že několikrát odmítl úřad generálního opata.
Zemřel 14. prosince 1858 na zápal plic.

## Proces svatořečení
Proces svatořečení byl zahájen roku 1926 v Maronitském antiochijském patriarchátu. Dne 7. září 1989 uznal papež sv. Jan Pavel II. jeho hrdinské ctnosti.
Dne 7. července 1997 uznal papež zázrak na jeho přímluvu. Blahořečen byl 10. května 1998.
Svatořečen byl 16. května 2004.